# Buckshot John
Buckshot John è un film muto del 1915 diretto e interpretato da Hobart Bosworth.

## Trama
John Buckshot è rimasto l'unico superstite di una banda di rapinatori. Catturato dallo sceriffo, si rifiuta di rivelare il nascondiglio del bottino e viene condannato a trent'anni di carcere. Quindici anni dopo, pentito, decide di restituire l'oro. Prima di farlo, però, convoca il Grande Gilmore, un ciarlatano che si fa passare per un chiaroveggente che deve organizzargli una seduta spiritica durante la quale potrà chiedere il consiglio di Bad Jake Kennedy, il suo vecchio capobanda. Gilmore, in questa maniera, viene a scoprire il luogo dove i banditi hanno nascosto il maltolto.
Buckshot, che ha confessato per salvarsi l'anima, viene messo sull'avviso da Jimmy Dacey, un reporter rivale in amore di Gilmore: il chiaroveggente non è altro che un truffatore. Buckshot, furibondo di essere stato preso in giro, evade. Rintracciato Gilmore, recupera l'oro. L'ex bandito lo restituisce ai derubati, poi si arrende.
Al bandito redento verrà concessa la grazia.

## Produzione
Il film fu prodotto dalla Hobart Bosworth Productions. Venne girato a Banning, in California.

## Distribuzione
Distribuito dalla Famous Players-Lasky Corporation e Paramount Pictures, il film uscì nelle sale cinematografiche statunitensi il 4 febbraio 1915.
Copia completa della pellicola si trova conservata negli archivi della Library of Congress di Washington.